# Кумсар
Кумсар (перс. كومسار) — село в Ірані, у дегестані Джірдег, у Центральному бахші, шагрестані Шафт остану Ґілян. За даними перепису 2006 року, його населення становило 559 осіб, що проживали у складі 128 сімей.

## Клімат
Середня річна температура становить 14,20 °C, середня максимальна – 28,28 °C, а середня мінімальна – -0,79 °C. Середня річна кількість опадів – 903 мм.
| Клімат поселення                              | Клімат поселення | Клімат поселення | Клімат поселення | Клімат поселення | Клімат поселення | Клімат поселення | Клімат поселення | Клімат поселення | Клімат поселення | Клімат поселення | Клімат поселення | Клімат поселення | Клімат поселення |
| Показник                                      | Січ.             | Лют.             | Бер.             | Квіт.            | Трав.            | Черв.            | Лип.             | Серп.            | Вер.             | Жовт.            | Лист.            | Груд.            |                  |
| Середній максимум, °C                         | 10,39            | 10,90            | 12,75            | 17,78            | 21,16            | 26,66            | 28,28            | 28,18            | 23,60            | 20,94            | 17,06            | 11,94            |                  |
| Середня температура, °C                       | 4,81             | 5,32             | 7,17             | 12,20            | 15,57            | 21,10            | 24,00            | 23,89            | 19,31            | 16,64            | 12,76            | 7,65             |                  |
| Середній мінімум, °C                          | −0,79            | −0,26            | 1,59             | 6,62             | 9,99             | 15,51            | 19,70            | 19,60            | 15,02            | 12,35            | 8,48             | 3,35             |                  |
| Норма опадів, мм                              | 90               | 75               | 81               | 55               | 41               | 26               | 24               | 42               | 87               | 134              | 122              | 126              |                  |
| Середньомісячна швидкість вітру, м/с          | 2.26             | 2.55             | 2.43             | 2.42             | 2.29             | 2.37             | 2.56             | 2.26             | 2.02             | 2.05             | 1.98             | 2.13             |                  |
| Середньомісячна сонячна радіація, кДж/м²·день | 7161             | 9334             | 11289            | 15819            | 19893            | 22043            | 22702            | 19346            | 15923            | 11127            | 8823             | 6841             |                  |
| --------------------------------------------- | ---------------- | ---------------- | ---------------- | ---------------- | ---------------- | ---------------- | ---------------- | ---------------- | ---------------- | ---------------- | ---------------- | ---------------- | ---------------- |
| Джерело:                                      |                  |                  |                  |                  |                  |                  |                  |                  |                  |                  |                  |                  |                  |